# Royston Drenthe
Royston Ricky Drenthe (Rotterdam, 8 april 1987) is een Nederlands voetballer die bij voorkeur op het middenveld speelt. Drenthe kwam eenmaal uit voor het Nederlands voetbalelftal.

## Clubvoetbal
Drenthe begon als vijfjarige speler bij de amateurclub Neptunus. Al gauw werd hij ontdekt en aangetrokken door Feyenoord. Hier doorliep Drenthe de jeugdelftallen, waarna hij in 2003 na onenigheid met Rob Baan vertrok naar Excelsior, waar hij twee seizoenen in de jeugd doorbracht. Vervolgens keerde hij terug naar Feyenoord en tekende op 31 oktober 2005 zijn eerste profcontract dat hem tot 2009 aan de Rotterdamse club verbond.

### Feyenoord
Zijn debuut in het profvoetbal maakte Drenthe als linksback op 15 januari 2006 in de met 1–0 gewonnen wedstrijd tegen Vitesse. Hij viel in de 76e minuut in voor Diego Biseswar.
Op 31 januari 2006 werd bekend dat Drenthe definitief zou worden ingedeeld bij de A-selectie van Feyenoord. Ondanks een niet al te best seizoen in 2006/07, wist de jonge linksback door zijn hartstocht en wilskracht in de smaak te vallen bij Het Legioen.
Op 6 augustus 2007 kwam het persbericht naar buiten dat Drenthe een arbitragezaak aanspande tegen Feyenoord, om daarmee te proberen zijn transfer naar Real Madrid te bewerkstelligen. Op 9 augustus 2007 wordt een akkoord bereikt tussen Real Madrid en Feyenoord. Drenthe ging voor een bedrag van vijftien miljoen euro voor vijf jaar naar Spanje. De club zag in Drenthe een versterking voor de gehele linkerflank.

### Real Madrid

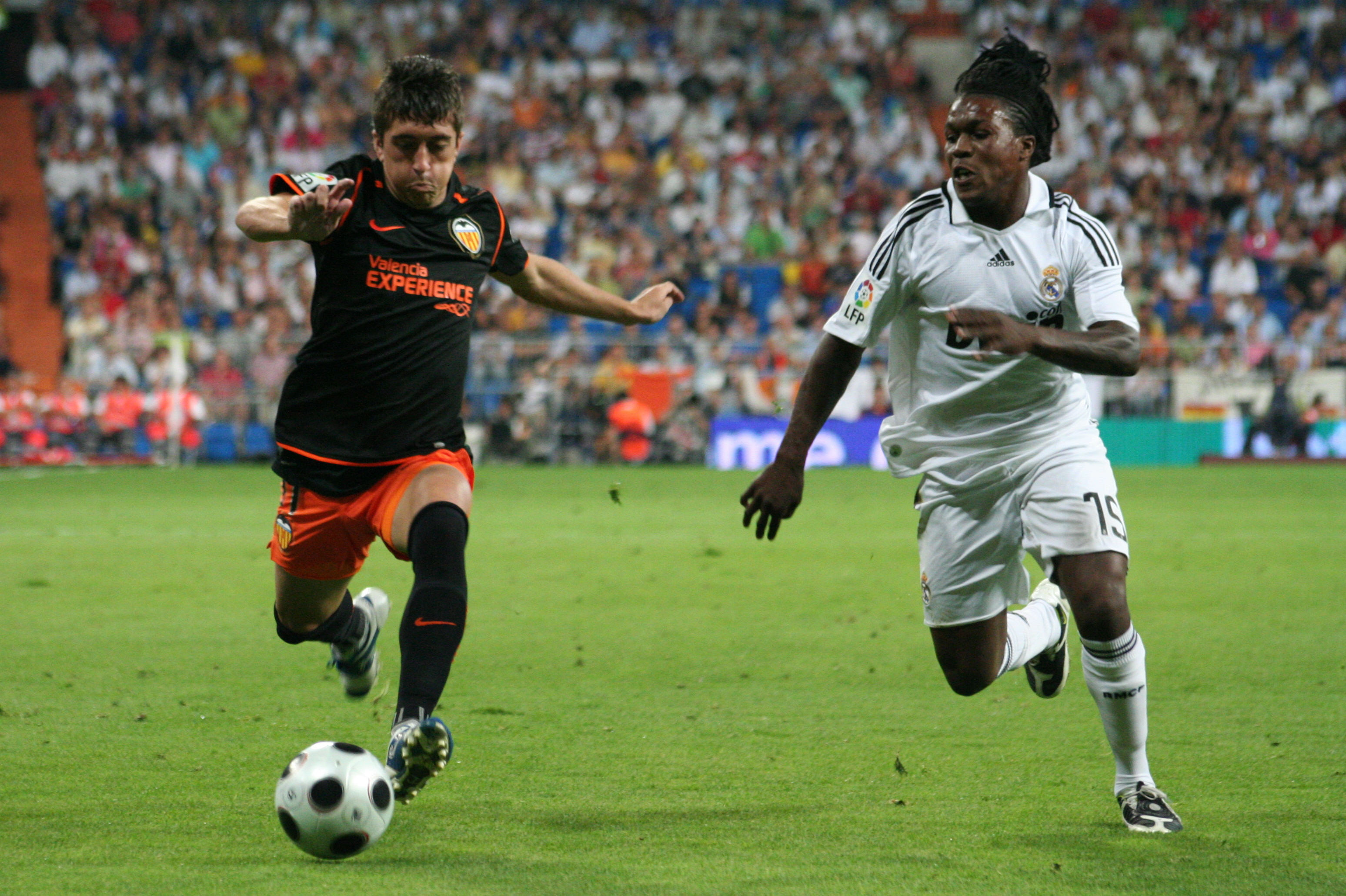
Drenthe (rechts) in het shirt van Real Madrid in een wedstrijd tegen Valencia.

Op 15 augustus 2007 maakte Royston Drenthe zijn debuut bij de koninklijke, in de oefenwedstrijd tegen Real Betis stond hij in de basis en speelde de hele wedstrijd die verloren ging met 0–1. Drenthe speelde die wedstrijd met rugnummer 15 en mede-debutant Wesley Sneijder met nummer 23, het oude nummer van David Beckham die zijn carrière vervolgde in de Major League Soccer bij de LA Galaxy.
Op 18 augustus 2007 maakte Drenthe in de 24e minuut zijn eerste doelpunt voor Real Madrid tegen Sevilla in de finale van de Supercopa de España. Real Madrid beëindigde het duel met tien man nadat Pepe in de laatste minuut met twee keer geel van het veld was gestuurd en verloor de wedstrijd met 3–5. Na een geweldige start, kreeg Drenthe minder speeltijd.
Eind januari en begin februari kreeg Drenthe langzaam weer wat meer speelminuten. Op 10 februari 2008 mocht hij na vijftien minuten invallen voor Robinho en speelde een goede wedstrijd. Real Madrid zegevierde met 7–0, mede door een doelpunt en een assist van Drenthe. In de twee seizoenen die hij er heeft doorgebracht, kwam hij voornamelijk in actie als reserve.
In het begin van het seizoen 2009/10 leek Marcelo de voorkeur te hebben voor de linksback-positie, maar Drenthe maakte (vooral in uitwedstrijden) steeds meer speelminuten. Zijn eerste doelpunt van het seizoen maakte hij in een Champions League-wedstrijd tegen AC Milan.
Hoewel Drenthe voor de lange termijn was gehaald, was de Italiaanse club Fiorentina in de winter van 2007 bereid de speler voor 10 miljoen euro te contracteren. Real Madrid en Drenthe zagen dit niet zitten. Sindsdien toonden ook Panathinaikos, Fenerbahçe, Aston Villa, Villarreal, Paris Saint-Germain en Olympique Lyonnais en zijn oude club Feyenoord belangstelling voor hem, maar hij bleef in Madrid.
Bij aanvang van het seizoen 2010/11 zou Drenthe onder de nieuwe hoofdtrainer José Mourinho bij Real Madrid weinig speeltijd toebedeeld krijgen. Op 31 augustus 2010, de laatste dag van de zomerse transferperiode, maakte Drenthe op huurbasis de overstap van Real Madrid naar het net gepromoveerde Hércules.

### Verhuur aan Hércules
Drenthe kwam in augustus 2010 op huurbasis over naar Hércules. Hier kwam hij onder meer te spelen met de spits David Trezeguet en doelman Piet Velthuizen. Drenthe kende Velthuizen van het succesvolle Nederlands elftal onder 21, waar Drenthe een van de sterspelers was. Drenthe hoopte met deze transfer zich te bewijzen voor het Nederlands elftal. Drenthe lag overhoop met de clubleiding omdat de spelers al een tijd geen salaris ontvingen. Drenthe ging zelfs in staking. De club degradeerde aan het einde van het seizoen naar de Segunda División A.

### Verhuur aan Everton
Drenthe kwam op 31 augustus 2011 op huurbasis naar Everton. Hij kwam daar regelmatig als basisspeler op het veld. Toen zijn contract afliep, toonden veel clubs interesse, waaronder Liverpool. Aan het einde van de competitie werd hij door Everton disciplinair geschorst. Als reden werd aangegeven dat Drenthe zonder toestemming had gesproken met Liverpool. De transfer ketste evenwel af. Begin mei 2012 gaf Drenthe aan graag weer voor zijn oude liefde Feyenoord te willen voetballen.

### Alania Vladikavkaz
Op 2 februari 2013 tekende Drenthe een drieënhalfjarig contract bij het Russische Alania Vladikavkaz. Op 9 maart 2013 speelde hij zijn eerste officiële competitiewedstrijd in de thuiswedstrijd tegen FK Rostov, waar hij speelde met rugnummer 87. In zijn vijfde wedstrijd voor Alania maakte Drenthe, op maandag 15 april 2013, zijn eerste en enige hattrick en hielp hij de club aan een zeer belangrijke overwinning op FK Mordovia Saransk. Ondanks die winst degradeerde de ploeg van Drenthe op 11 mei 2013 alsnog.

### Reading
Op 14 juni 2013 maakte Reading bekend dat Drenthe voor drie seizoenen had getekend bij de Engelse club, uitkomend in de Football League Championship. Hij kwam transfervrij over van Alania Vladikavkav. In de zomer van 2014 mocht hij, na het vertrek van de vermogende Russische eigenaar van de club, vertrekken.

### Kayseri Erciyesspor
Na Reading tekende Drenthe op 22 januari 2015 een contract voor 2,5 jaar bij Kayseri Erciyesspor, dat op dat moment vijftiende stond in de Süper Lig. Hij werd daar ploeggenoot van voormalig NEC-spits Bjorn Vleminckx. Bij zijn debuut, op zondag 25 januari, nam hij de winnende treffer voor zijn rekening in het competitieduel tegen Karabükspor (1–2).

### Baniyas Club
Drenthe tekende in september 2015 een contract tot medio 2016 bij Baniyas Club. Dat lijfde hem transfervrij in nadat hij vertrok bij Kayseri Erciyesspor. In de wedstrijd tegen Al Fujairah maakte hij zijn debuut in het shirt van de club uit het Midden-Oosten. Nadat zijn contract bij Baniyas in juli 2016 afliep, zat hij een halfjaar zonder club. Hij stopte in februari 2017 officieel als profvoetballer. Vaak wordt Drenthe gewezen op het feit dat hij niet genoeg uit zijn voetbalcarrière heeft weten te halen.

### XerxesDZB
In januari 2018 ging Drenthe voor het zondagteam van het Rotterdamse XerxesDZB spelen, dat uitkwam in de Tweede klasse. Hij speelde vanaf medio 2017 al bij een lager team van de club.

### Sparta Rotterdam
In juli 2018 keerde Drenthe terug in het betaald voetbal. Op 6 juli 2018 tekende hij een contract voor een jaar bij Sparta Rotterdam, nadat hij twee weken mee had getraind. Op 7 september maakte Drenthe zijn eerste doelpunt voor deze club. Hij speelde tijdens het seizoen 2018/19 32 wedstrijden voor Sparta waarin hij vijf doelpunten maakte. Sparta sloot het seizoen af met een tweede plaats. In de play-offs, waarin Drenthe vier wedstrijden op de bank zat, werd gewonnen van TOP Oss en De Graafschap waardoor Sparta alsnog promoveerde naar de Eredivisie. Na het seizoen maakte Sparta bekend dat het aflopende contract van Drenthe niet zou worden verlengd.

### Kozakken Boys
Op 24 augustus 2019 tekende Drenthe een contract voor een seizoen bij Kozakken Boys, uitkomend in de Tweede divisie.

### Terugkeer in Spanje
Op 6 januari 2021 tekende Drenthe een contract tot het einde van het seizoen bij Racing Murcia, uitkomend in de Tercera División.
Op 30 januari 2022 werd Drenthe voor het resterende deel van seizoen 2021/22 verhuurd aan Real Murcia, spelend in de Segunda División RFEF. Met de club promoveerde hij via de playoffs.
In augustus 2022 ging hij naar Racing Mérida, uitkomend in de Primera División Extremeña. In november 2022 vertrok Drenthe bij de club. 

### Terugkeer naar Kozakken Boys
Eind 2022 begon hij bij zijn oude club Kozakken Boys mee te trainen. In april 2023 tekende Drenthe een eenjarig contract bij Kozakken Boys. Op 17 november 2023 vertrok hij per direct bij Kozakken Boys 

## Statistieken
| Seizoen         | Club                | Competitie                         | Competitie | Competitie | Beker | Beker | Internationaal | Internationaal | Totaal | Totaal |
| Seizoen         | Club                | Competitie                         | Wed.       | Dlp.       | Wed.  | Dlp.  | Wed.           | Dlp.           | Wed.   | Dlp.   |
| --------------- | ------------------- | ---------------------------------- | ---------- | ---------- | ----- | ----- | -------------- | -------------- | ------ | ------ |
| 2005-06         | Feyenoord           | Eredivisie                         | 3          | 0          | 0     | 0     | 0              | 0              | 3      | 0      |
| 2006-07         | Feyenoord           | Eredivisie                         | 26         | 0          | 0     | 0     | 2              | 0              | 28     | 0      |
| 2007-08         | Real Madrid         | Primera División                   | 18         | 2          | 2     | 0     | 4              | 0              | 24     | 2      |
| 2008-09         | Real Madrid         | Primera División                   | 20         | 0          | 0     | 0     | 5              | 0              | 25     | 0      |
| 2009-10         | Real Madrid         | Primera División                   | 8          | 0          | 1     | 0     | 2              | 1              | 11     | 1      |
| 2010-11         | → Hércules          | Primera División                   | 17         | 4          | 2     | 0     | -              | -              | 19     | 4      |
| 2011-12         | → Everton           | Premier League                     | 21         | 3          | 6     | 1     | -              | -              | 27     | 4      |
| 2012-13         | Alania Vladikavkaz  | Premjer-Liga                       | 6          | 3          | 0     | 0     | -              | -              | 6      | 3      |
| 2013-14         | Reading             | Championship                       | 23         | 2          | 1     | 0     | -              | -              | 24     | 2      |
| 2014-15         | Sheffield Wednesday | Championship                       | 15         | 1          | 0     | 0     | -              | -              | 15     | 1      |
| 2014-15         | Erciyesspor         | Süper Lig                          | 11         | 3          | 0     | 0     | -              | -              | 11     | 3      |
| 2015-16         | Baniyas             | VAE Liga                           | 18         | 0          | 3     | 0     | -              | -              | 21     | 0      |
| 2016-17         | Geen club           | Niet van toepassing                | -          | -          | -     | -     | -              | -              | -      | -      |
| 2017-18         | Geen club           | Niet van toepassing                | -          | -          | -     | -     | -              | -              | -      | -      |
| 2018-19         | Sparta Rotterdam    | Eerste divisie                     | 32         | 5          | 0     | 0     | -              | -              | 32     | 5      |
| 2019-20         | Kozakken Boys       | Tweede divisie                     | 9          | 3          | 1     | 0     | -              | -              | 10     | 3      |
| 2020-21         | Kozakken Boys       | Tweede divisie                     | 0          | 0          | 0     | 0     | -              | -              | 0      | 0      |
| 2020-21         | Racing Murcia       | Tercera División G13-B             | 17         | 8          | 2     | 1     | -              | -              | 19     | 9      |
| 2021-22         | Racing Murcia       | Tercera División G13-B             | 11         | 0          | 0     | 0     | -              | -              | 11     | 0      |
| 2021-22         | → Real Murcia       | Segunda División RFEF Groep V      | 13         | 1          | 0     | 0     | -              | -              | 13     | 1      |
| 2022-23         | Racing Mérida       | Primera División Extremeña Groep 3 | ?          | ?          | ?     | ?     | -              | -              | ?      | ?      |
| 2023-24         | Kozakken Boys       | Tweede divisie                     | 5          | 0          | 0     | 0     | -              | -              | 5      | 0      |
| Carrière totaal | Carrière totaal     | Carrière totaal                    | 273        | 35         | 18    | 2     | 13             | 1              | 304    | 38     |

Bijgewerkt op 13 november 2023

## Interlands

### Nederland onder 21
In 2007 nam Drenthe met Jong Oranje deel aan het Europees kampioenschap onder 21, waar ook gespeeld werd om de kwalificatie voor de Olympische Spelen van 2008 in Peking. Drenthe had een belangrijk aandeel in overwinningen tijdens poulewedstrijden, waardoor Nederland zich plaatste voor de halve finales en automatisch een startbewijs voor de Olympische Spelen verkreeg. Tegen Israël (1–0) zorgde Drenthe voor een assist waaruit het enige doelpunt werd gemaakt. Hij werd deze wedstrijd verkozen door de UEFA tot Man of the match. Na de wedstrijd tegen Portugal was bondscoach Foppe de Haan zeer positief over hem. Ondanks sterk spel in de halve finale, miste Drenthe in de strafschoppenserie in de halve finale tegen Jong Engeland zijn eerste strafschop; hij schoot hard tegen de paal. Zijn tweede scoorde hij wel. Uiteindelijk won Jong Oranje het EK onder 21, door de finale te winnen van Jong Servië met 4–1. Drenthe werd geprezen als een van de beste spelers van het toernooi.
Tot en met het EK 2007 speelde Drenthe zes wedstrijden voor Jong Oranje. Hij scoorde twee keer.

### Nederlands elftal
In november 2010 werd Drenthe opgeroepen door bondscoach Bert van Marwijk voor een oefenduel van het Nederlands voetbalelftal. Nederland nam het in deze wedstrijd, in de eigen Amsterdam ArenA, op tegen Turkije. In de 80e minuut debuteerde Drenthe in het Nederlands elftal als vervanger van Rafael van der Vaart. Nederland won met 1–0.
| Interland van Royston Drenthe voor Nederland | Interland van Royston Drenthe voor Nederland | Interland van Royston Drenthe voor Nederland | Interland van Royston Drenthe voor Nederland | Interland van Royston Drenthe voor Nederland | Interland van Royston Drenthe voor Nederland |
| №                                            | Datum                                        | Wedstrijd                                    | Uitslag                                      | Soort wedstrijd                              | Doelpunten                                   |
| Als speler van Hércules CF                   | Als speler van Hércules CF                   | Als speler van Hércules CF                   | Als speler van Hércules CF                   | Als speler van Hércules CF                   | Als speler van Hércules CF                   |
| -------------------------------------------- | -------------------------------------------- | -------------------------------------------- | -------------------------------------------- | -------------------------------------------- | -------------------------------------------- |
| 1                                            | 17-11-2010                                   | Nederland – Turkije                          | 1 – 0                                        | Vriendschappelijk                            | 0                                            |

## Erelijst
Real Madrid
- Primera División: 2007/08
- Supercopa de España: 2009

 Nederland onder 21
- Europees kampioenschap voetbal onder 21: 2007
- Plaatsing voor de Olympische Spelen van 2008: 2007

## Muziek
Drenthe is te horen als rapper op het album Het kapitalisme van U-Niq. Hij leverde, samen met Ryan Babel, een bijdrage aan het nummer 'Tak Taki', dat Sranantongo is voor 'praatjes'. Dit nummer werd opgenomen na afloop van het Port of Rotterdam Tournament toen Babel en Drenthe allebei in Rotterdam waren. Drenthe maakte in februari 2017 bekend te stoppen met voetballen en te gaan rappen onder de naam Roya2faces.

## Boek
In november 2017 kwam Drenthes autobiografie uit, Royston, waarin hij onder andere zijn liefde voor feesten tijdens zijn voetbalcarrière niet onder stoelen of banken stak.

## Acteercarrière
Op 24 maart 2020 maakte Drenthe in aflevering 5 van seizoen 2 van Mocro Maffia zijn acteerdebuut.

## Werk in de zorgsector
Sinds 2023 werkt Drenthe als zorgondersteuner en zorgbeveiliger op de High & Intensive Care Units (HIC) van verschillende psychiatrische klinieken in Nederland.

## Privé
Drenthe heeft acht kinderen uit verschillende relaties.
In 2017 stond Royston Drenthe op het podium als stand-up comedian in het programma Celebrity Stand-Up.  